# Абу Риша, Омар
Ома́р Абу́ Ри́ша (араб. عمر أبو ريشة‎, 1910—1990) — сирийский поэт и дипломат. Писал на арабском языке.

## Биография
Родился 10 апреля 1910 года в богатой и образованной семье в городе Манбидж в вилайете Алеппо Османской империи (сейчас на территории Сирии). Окончил школу в Алеппо, затем учился в Дамасском университете и Американском университете Бейрута, где получил степень бакалавра естественных наук. В 1931 году отец отправил его в Великобританию изучать химическую технологию в Манчестерском университете и знакомиться с текстильной промышленностью. Однако там молодой человек нашёл иное призвание — в литературе и в поэзии, в частности.
Через год вернувшись в Сирию, он присоединяется к национальному движению против французской оккупации. Помимо занятий политикой, он пишет стихи и работает в публичной библиотеке Алеппо. В 1948 году избран членом Академии наук. С обретением Сирией независимости началась его дипломатическая карьера, продолжавшаяся до 1970 года: сначала как атташе по культуре в Лиге арабских государств, а затем как посла Сирии (с 1958 года — Объединённой Арабской Республики):
- 1949—1953 — в Бразилии
- 1953—1954 — в Аргентине и Чили
- 1954—1959 — в Индии
- 1959—1961 — в Австрии
- 1961—1964 — в США
- 1964—1970 — в Индии[2].

С 1970 года на пенсии. В 1977 году перенёс операцию на сердце. Умер 15 июля 1990 года в Эр-Рияде (Саудовская Аравия), откуда его тело было перевезено в Сирию и похоронено в Алеппо.

## Творчество
По собственному признанию, в начале своей поэтической карьеры Омар восхищался творчеством великих классических поэтов эпохи династии Аббасидов (таких как аль-Бухтури и Абу-Таммам) и их последователей среди современных неоклассицистов подобных Шауки, но со временем устал от них и стал искать более индивидуальные голоса в этой традиции. Его любимыми зарубежными поэтами были Эдгар Аллан По и Шарль Бодлер. Также на него повлияли поэты из арабо-американского литературного общества «Al-Rabitah al-Qalamiyah», созданного в 1915 году.

### Драмы в стихах
- «Ди-Кар» (араб. ذي قار‎)
- «Суд поэта» (араб. محكمة الشعراء‎)
- «Аль-Хусейн ибн Али» (араб. الحسين‎)
- «Семирамида» (араб. سمير اميس‎)
- «Тадж-Махал» (араб. تاج محل‎)
- «Потоп» (араб. الطوفان‎)

### Поэтические сборники
- «Поэмы» (1936)
- «Стихи Омара Абу Риша» (1947)
- «Избранное» (1959)
- «Собрание сочинений», т.1 (1971)